# Piave (département)
Pour les articles homonymes, voir Piave (homonymie).
Le Piave était un ancien département du royaume d'Italie de 1806 à 1814. Il a été nommé d'après la rivière Piave, et avait pour chef-lieu la ville de Belluno. 

## Histoire
Le département fut créé suite l'annexion par le royaume d'Italie le 1er mai 1806 de Venise et de ses dépendances (Istrie et Dalmatie).
Ce département connaît plusieurs modifications de limites en 1807 et 1810, notamment du fait de l'annexion du Tyrol du sud au royaume d'Italie. Les territoires ainsi perdus sont rattachés soit au Haut-Adige, soit au Bacchiglione.